# Dmytro Vanyaikin
Dmytro Vanyaikin (né le 14 janvier 1966) est un athlète ukrainien, spécialiste du sprint.
Sur 100 m, son record personnel est de	10 s 22	(+2.0) obtenu à Kiev le	15 juillet 1992	tandis que sur 200 m, il court en 20 s 56	(+0.4) dans la même ville le 16 mai 1993. En relais son record, alors record national, est réalisé en 38 s 76	à Göteborg, lors des Championnats du monde le 12 août 1995.